# Усенко, Степан Иванович
Степан Иванович Усенко (1909, Абрамовка, Славяносербский уезд, Екатеринославская губерния — 7 марта 1939) — комсомольский и партийный деятель УССР.

## Биография
Родился в 1909 году в селе Абрамовка на нынешней Донетчине. От 1932 — секретарь Ровеньковского районного комитета ЦК ЛКСМ Украины. С октября 1932 до 1937 — на комсомольской работе в РККА. В 1936-1938 — член ЦК ЛКСМ Украины. С июля 1937 до декабря 1938 — член Бюро ЦК ЛКСМ Украины. С сентября 1937 до декабря 1938 — 1-й секретарь ЦК ЛКСМ Украины. От 18 июня 1938 до 26 декабря 1938 — член ЦК Компартии Украины.
26 июня 1938 года избран депутатом Верховного Совета УССР 1-го созыва от Амур-Нижне-Днепровского городского избирательного округа Днепропетровской области. От 18 июня 1938 до 26 декабря 1938 года-кандидат в члены Организационного бюро ЦК Компартии Украины.
1 ноября 1938 года арестован. В 1939 году казнен как член «террористической правотроцкистской организации», готовившей покушение на Хрущева. В 1955 году посмертно реабилитирован.